# 中村靖 (経済学者)
中村 靖（なかむら やすし、1957年 - ）は、日本の経済学者。ロシア経済専攻。横浜国立大学経済学部教授、横浜国立大学アジア経済社会研究センター長。元比較経済体制学会代表幹事。

## 人物・経歴
1979年東北大学経済学部経済学科卒業。1984年フンボルト大学ベルリン博士研究員。1986年東北大学大学院経済学研究科博士課程単位取得退学。同年横浜国立大学経済学部助教授。1989年外務省在ドイツ日本国大使館専門調査員。1993年、東北大学から博士（経済学）。
1998年横浜国立大学経済学部教授、ヘリオット・ワット大学客員研究員。2001年北海道大学スラブ・ユーラシア研究センター共同研究員。2014年フィンランド銀行移行経済研究所客員研究員。
2015年比較経済体制学会代表幹事。2016年横浜国立大学経済学部長。2018年横浜国立大学経済学部附属アジア経済社会研究センター長、一橋大学経済研究所運営委員会委員、ハレ経済研究所客員研究員、ロシア国立研究大学高等経済学院客員研究員。

## 著書
- 『計画経済のミクロ分析』日本評論社 1992年
- 『転換期のロシア経済』（久保庭眞彰, 田畑伸一郎, 上垣彰, 田畑理一, 石川健と共著）青木書店 1999年
- "Monetary Policy in the Soviet Union"Palgrave McMillan  2017年